# Comic Party
Comic Party (こみっくパーティー Komikku Pātī, lit. “A festa dos quadrinhos”)} (às vezes abreviado como ComiPa), é um simulador de romance  desenvolvido pelo estúdio japonês Leaf. Comic Party (こみっくパーティー Komikku Pātī)  foi lançado pela primeira vez em 28 de maio de 1999 para PC com conteúdo adulto. O foco principal do jogo é a criação de vários dōjinshis (fanzines) pelo personagem do jogador, durante o qual existem várias oportunidades para interagir com um elenco de meninas.
Comic Party é inspirado no evento do mundo real da Comiket (Comic Markert), evento realizado em Tóquio  nas estações de Verão e Inverno. Esta é uma convenção de doujinshis onde vários artistas se reúnem para compartilhar paródias, homenagens e trabalhos originais.  Como a série foi inspirada no evento Comiket, não é nenhuma surpresa que a convenção "Comic Party" também tem lugar no mesmo edifício que Comiket, o Tokyo Big Sight centro de convenções perto de Ariake, Tóquio.
Comic Party gerou um mangá (ilustrado por Sekihiko Inui) e uma série de anime desde a sua criação, bem como uma versão para Dreamcast do jogo original de PC que adicionou um novo personagem (Subaru) e removeu os elementos pornográficos (também lançado para Windows, essa versão é chamada "Comic Party DCE").
Comic Party Anthology Comic, um mangá relacionado originalmente publicado pela Ohzora Publishing, é publicado pela CPM sob o título "Comic Party: Party Time", que é uma série de antologias de doujinshis apresentando histórias de artistas de mangá independentes ambientados no universo da Comic Party. Divergindo frequentemente do cânone Comic Party, esta série de mangá inclui mais elementos yaoi do que os materiais originais. Uma série de anime mais recente, Comic Party Revolution, saiu em 2003.

## Enredo
Taishi vai com seus amigos para uma convenção de animes aonde eles se separam e lá Kazuki fica conhecendo uma autora de doujinshi e se familiariza com o trabalho por trás da produção de tais revistas. Taishi funda um grupo para a produção de doujinshi em que Kazuki fica responsável pelos roteiros e desenhos. O grupo vai crescendo a medida que a série progride, juntando-se a ele primeiro Tsukamoto Chisa, responsável pela impressão dos doujinshi e em seguida Makimura Minami, a qual organiza uma convenção chamada "Comic Party". Há diversas referências a outro anime da mesma produtora, To Heart.